# Vô thường (Phật giáo)
Vô thường, còn gọi là anicca (Pāli) hay anitya (Phạn), xuất hiện rộng rãi trong Kinh điển Pali với tư cách là một trong những giáo lý căn bản của Phật giáo. Các giáo lý nhấn mạnh rằng tất cả sự tồn tại có điều kiện, không có ngoại lệ nào, là "nhất thời, phù du, không cố định". Tất cả các pháp hữu vi, dù là vật chất hay tinh thần, đều là các đối tượng được kết hợp trong tình trạng thay đổi liên tục, có thể bị suy tàn và phá hủy. Tất cả các sự kiện vật chất và tinh thần đều không có thật về mặt siêu hình. Chúng không thường hằng hay cố định; chúng hình thành và tan biến.
Anicca được hiểu trong Phật giáo với tư cách là một trong tam pháp ấn (trilakshana), hai pháp ấn còn lại là khổ và vô ngã. Nó xuất hiện trong các văn bản Pali như sau "sabbe sankhara anicca, sabbe sankhara dukkha, sabbe dhamma anatta", mà Szczurek dịch là, "tất cả các pháp hữu vi đều vô thường, tất cả các pháp hữu vi đều khổ, tất cả pháp đều vô ngã".
Giáo lý vô thường rất quan trọng cho toàn bộ cơ sở triết lý và thực hành trong Phật giáo. Nó mang đến một sự xác nhận như một sự phát hiện chân chính, đó là tất cả những hiện tượng – dù thuộc tâm lý, hay thuộc ngoại cảnh tự nhiên, không có ngoại hạng – đều là vô thường. Mặc dù chân lý này hoàn toàn hiển nhiên, có thể chứng nghiệm được mọi nơi, mọi lúc, nhưng chúng ta vẫn bị màn vô minh (sa. avidyā) vây phủ, không nhận thức được chân lý này một cách chân chính. Sự chuyển tiếp từ trạng thái không hiểu biết đến trạng thái ý thức (và thừa nhận) tính chất vô thường của vạn vật, cùng với sự thừa nhận hai tính chất kia, lập nên con đường tu học, và con đường này được Phật vạch ra trong giáo lý của mình. Vô thường chỉ có ở trong vọng tưởng, vì khi tiêu diệt hết vọng tưởng và trở về với tự tánh Phật, đó chính là thường. Có sinh sẽ có diệt, đó là vô thường. Cái gì là thường? Xưa nay chẳng sinh chẳng diệt nhưng nó vẫn ở đó, chẳnh sinh mà lại tồn tại một cách hiển nhiên, cái mà không sinh ra và mãi mãi sẽ chẳng bị mất đi.

## Cách thể hiện của vô thường
Có nhiều dạng trình bày tính chân xác có giá trị chung của nguyên lý vô thường. Bằng một cách minh họa, ảnh hưởng của thời gian được so sánh với bánh xe của một chiếc xe đang chạy (chỉ chạm đất ở một khoảnh khắc nhất định nào đó), với một khe suối luôn luôn tuôn chảy, với một bọt nước, một dương diệm, âm thanh của một chuông đồng. Trong lúc thiền quán, chúng ta có thể xác nhận chân lý vô thường khi chứng kiến tư duy và cảm nhận không bao giờ giống nhau, mà thay vào đó, luôn nằm trong một dòng chảy (ví dụ như khoảnh khắc thật ngắn của một mối tư duy duy nhất không bao giờ đứng yên, mà luôn chuyển tiếp đến một mối tư duy kế tục).
Nếu quan sát một cách phân tích thì vô thường được xem như một sự thật, là vạn vật tồn tại trên cơ sở lệ thuộc vào cái khác nào đó, phát sinh từ cái khác nào đó và chuyển biến thành cái khác nào đó. Không một vật nào tồn tại độc lập, không vật nào thường còn. Chính ngay ở điểm này thì Niết-bàn được hiểu như thuyết tương phản trực tiếp của vô thường, có nghĩa là Niết-bàn mang những tính chất thường, lạc, tịnh và như vậy – khác với trường hợp các pháp thế tục – đáng được thành đạt hơn. Ý nghĩa tối trọng của vô thường được làm sáng tỏ nếu chúng ta nhớ đến những lời cuối của Phật: "Hoại diệt là bản chất của chữ hành, hãy cố gắng hết lòng." (pi. vayadhammā saṃkhārā, appamādena sampādethāti).

## Thực hành
Như một kết quả của tất cả những điểm nêu trên, Phật giáo dạy chúng ta phương pháp Quán vô thường (pi. aniccānupassanā) để chứng nghiệm nguyên lý vô thường này. Truyền thống Phật giáo cho rằng, nếu việc thực hành quán vô thường này chỉ kéo dài như thời gian của một cái khảy tay thì nó hoàn toàn vô bổ, và qua đó cho thấy chúng ta ít quan tâm đến khái niệm vô thường như thế nào. Việc nhận thức nguyên lý vô thường không phải để thoả mãn tri thức. Nó rất quan trọng và thực tiễn, vì có thể giải thoát con người ra khỏi sự bám chặt vào các đối tượng (thuộc tâm thức cũng như ngoại cảnh). Nếu vạn vật vô thường thì chúng cũng không thật có giá trị, và đây cũng là lý do vì sao chúng không đáng được lưu ý. Đặc biệt là người ta nhấn mạnh đến tính vô thường của thân thể, cảm nhận và các tầng lớp tâm thức (khổ, lạc và trung tính), vì chúng không những là đối tượng của kinh nghiệm chúng ta thường có, mà cũng là những kênh mạch mà qua đó, các đối tượng trong thế gian được chúng ta nhận thức.
Quá trình quán chiếu vô thường bao gồm "sự chú ý" đến sự xuất hiện của một đối tượng đã được đề ra (để quán chiếu), và sự "xác định" tính "tùy thuộc" cũng như "nguyên nhân" của nó; sau đó ta "chú ý" đến sự tiêu giảm cũng như diệt vong, và nhận thức được tính chất "tạm thời" của nó. Nơi đây, một đối tượng được đề ra trước đây không đơn thuần được "thấy" là vô thường, mà còn được "diễn sinh" từ một cơ sở sự thật, là nó tồn tại trên cơ sở tùy thuộc vào một đối tượng khác và chính đối tượng khác này cũng vô thường. Ví dụ như "cảm nhận" là vô thường vì tùy thuộc vào "thân" cũng là vô thường, và v.v... Quán vô thường là một quá trình mà qua đó, hành giả đi từ cái biệt thể đến cái tổng thể, và ngược lại, từ tổng đến biệt thể, cho đến khi đạt được nhận thức sâu sắc, tức là trí huệ (sa. prajñā), là "tất cả đều vô thường" (sa. sarvam anityam). Trong thiền định vô thường phải được tu tập đến mức cao nhất gọi là thể nhập. Thể nhập là trạng thái người hành thiền luôn biết rõ như thật thế giới bên ngoài và tự thân là vô thường để không còn bám víu vào những gì đang hiện hữu kể cả tưởng (tưởng là những suy nghĩ ở trong đầu). Nông hay sâu trong phép quán có thể ví dụ như sau: chúng ta biết Chùa Một Cột nằm ở đâu, đẹp xấu làm sao, tại vị trí nào của Hà Nội. Một người không biết, nếu ta có chỉ cho rằng, nó ở chố này, chỗ này, như thế này, hôm sau có ai hỏi người ấy đã quên mất, hoặc nói lại một cách không rành mạch, và không thể chỉ vì người ấy đâu có biết rõ. Còn một người đã biết rõ thì dù ai có nói khác đi, hay đẹp hoành tráng đến mấy, thì người ấy có tin không? Không thể tin phải không, vì người ấy đã quá thạo, quá rõ, quá chắc chắn về nó. Như vậy là sự tu tập đã được thể nhập, sẽ nhận ra giải thoát là gì. Điều này không gì có thể thay đổi được!

## Giá trị của tri kiến vô thường
Tri kiến vô thường chính là sự đập tan tất cả những tà kiến vì mỗi cấu trúc của một hệ thống siêu nhiên tất nhiên phải lập cơ sở trên một khái niệm, một kiến giải "trường tồn" nào đó, hoặc một nhân tố "trường tồn" nào đó chính bên trong nó. Thế nên, việc thừa nhận nguyên lý vô thường chống lại khuynh hướng kiến lập các kết cấu gán vào hiện thật.